# Pädagogische Maßnahme
Eine pädagogische Maßnahme ist im engeren Sinne eine erzieherische Einwirkung, die durch das Lehrpersonal an Schulen durchgeführt wird. Der Erziehungsauftrag steht im deutschen Schulsystem gleichberechtigt neben dem Bildungsauftrag.

## Schulrecht

### Deutschland
Erzieherische Maßnahmen oder Einwirkungen und die davon abgegrenzten Ordnungsmaßnahmen sind in Deutschland in den Schulgesetzen der einzelnen Bundesländer definiert und geregelt, in Nordrhein-Westfalen beispielsweise im Paragraph 53 SchulG:
(1) Erzieherische Einwirkungen und Ordnungsmaßnahmen dienen der geordneten Unterrichts- und Erziehungsarbeit der Schule sowie dem Schutz von Personen und Sachen. Sie können angewendet werden, wenn eine Schülerin oder ein Schüler Pflichten verletzt. Der Grundsatz der Verhältnismäßigkeit ist zu beachten. Ordnungsmaßnahmen sind nur zulässig, wenn erzieherische Einwirkungen nicht ausreichen. Einwirkungen gegen mehrere Schülerinnen und Schüler sind nur zulässig, wenn das Fehlverhalten jeder oder jedem Einzelnen zuzurechnen ist.
(2) Zu den erzieherischen Einwirkungen gehören insbesondere das erzieherische Gespräch, die Ermahnung, Gruppengespräche mit Schülerinnen, Schülern und Eltern, die mündliche oder schriftliche Missbilligung des Fehlverhaltens, der Ausschluss von der laufenden Unterrichtsstunde, die Nacharbeit unter Aufsicht nach vorheriger Benachrichtigung der Eltern, die zeitweise Wegnahme von Gegenständen, Maßnahmen mit dem Ziel der Wiedergutmachung angerichteten Schadens und die Beauftragung mit Aufgaben, die geeignet sind, das Fehlverhalten zu verdeutlichen. Bei wiederholtem Fehlverhalten soll eine schriftliche Information der Eltern erfolgen, damit die erzieherische Einwirkung der Schule vom Elternhaus unterstützt werden kann. Bei besonders häufigem Fehlverhalten einer Schülerin oder eines Schülers oder gemeinschaftlichem Fehlverhalten der Klasse oder Lerngruppe soll den Ursachen für das Fehlverhalten in besonderer Weise nachgegangen werden.
(…)
Die pädagogische Maßnahme kann auch auf erwachsene Schüler angewendet werden.
Erziehungsberechtigte des Schülers dürfen pädagogische Maßnahmen des Lehrers nicht für ungültig erklären. Um die Entscheidung der Lehrkraft zu verhindern, können Erziehungsberechtigte oder erwachsene Schüler sich bei der Schulleitung beschweren oder eine Aufsichtsbeschwerde erheben, über die die Schulaufsichtsbehörde entscheidet (Art. 17 im Grundgesetz).
Führen erzieherische Einwirkungen auch nach mehreren Versuchen nicht zum Ziel oder werden die Anweisungen der pädagogischen Maßnahme nicht erfüllt, kann das verantwortliche Gremium zur Anordnung einer Ordnungsmaßnahme einberufen werden.
Maßnahmen, denen ein Sinnzusammenhang zum Fehlverhalten fehlt, sind in fast allen Schulgesetzen der deutschen Bundesländer verboten. Schon aus grundsätzlichen pädagogischen Erwägungen heraus ist es vielmehr angezeigt, diesen Zusammenhang durch die individuelle Gestaltung der Maßnahme deutlich herauszustellen (Beispiel: Reinigung der Tische als erzieherische Maßnahme für Schüler, die ihre Tische verunstaltet haben.).
Das Nachsitzen findet sich einzig noch im Schulgesetz von Baden-Württemberg; in den anderen Ländern ist es zwar nicht ausdrücklich verboten, jedoch bedürfte es einer besonderen gesetzlichen Ermächtigung, da in das Grundrecht auf Freiheit der Person (Art. 2 Abs. 2 Satz 2 GG) eingegriffen wird. In den meisten Bundesländern ist es dagegen vorgesehen, einzelne Schüler, Gruppen oder ganze Klassen zur Nacharbeit unter Aufsicht einzubestellen, wenn infolge ihres Fehlverhaltens das vorgesehene Pensum nicht erreicht wurde (beispielsweise Art. 86 Abs. 1 BayEUG). Schüler haben diese zusätzlichen Unterrichtsstunden im Rahmen der Schulpflicht zu besuchen.

## Pädagogik
Pädagogische Maßnahmen im allgemein-fachsprachlichen Verständnis können zum Beispiel in Elterninformationsabenden, Eltern-Kind-Nachmittagen und gemeinsamen Pausenfrühstücken zur Steigerung des Ernährungsbewusstseins bestehen.
Andere Wege erzieherischer Maßnahmen versucht die Erlebnispädagogik zu beschreiten.